# Yutong U12DD
De Yutong U12DD is een elektrisch aangedreven bustype van het Chinese concern Yutong. De U12DD verving de Yutong E12DD, waarmee het enkele kenmerken deelt, en is speciaal ontwikkeld voor landen met het stuur aan de rechterzijde van het voertuig, zoals Singapore en Verenigd Koninkrijk.

## Inzet
De Yutong U12DD kwam in mei 2025 voor het eerst in dienst in Singapore.

## Verglijkbare modellen
- Yutong U10; 10,5m uitvoering
- Yutong U11DD; 11m dubbeldekker uitvoering
- Yutong U12; 12m uitvoering
- Yutong U13; 13m uitvoering
- Yutong U15; 15m uitvoering
- Yutong U18; 18m uitvoering